# Freiheitliche Partei Südtirols
Freiheitliche Partei Südtirols (FPS) (en català: Partit Liberal Sudtirolès) fou un partit polític de Tirol del Sud, actiu de 1988 a 1989 i d'inspiració nacionalista i liberal. Fou creat el 1988 com a continuació del Partei der Unabhängigen dirigit per Gerold Meraner. A les eleccions regionals de Trentino-Tirol del Sud del 1988 la FPS va obtenir l'1,4% i Meraner fou escollit conseller provincial.
El 1989 el partit es va unir a la Südtiroler Heimatbund d'Eva Klotz i alguns polítics conservadors dissidents del Südtiroler Volkspartei encapçalats per Alfons Benedikter, per a crear la Union für Südtirol.